# Jill Mansell
Jill Mansell 21. századi, kortárs brit írónő. Romantikus regényeiről ismert.
Cotswoldsban nőtt fel és a tetburyi Sir William Romney' School-ban tanult. Évekig a bristoli Burden Neurological Institute-ban dolgozott neurofiziológiai területen, majd 1992-től teljes állásban íróként tevékenykedik. Családjával Bristolban él.
Írói karrierjét tekintve az egyik legismertebb és legsikeresebb írók egyike. Szerepel a 21. századi brit női íróinak top 20-as listáján. 2009-ben a The Telegraph az évtized egyik legkeresettebb írói közé listázta. 2011-ben pedig a Take a Chance On Me című regényével díjat is nyert. 1991 óta mintegy harminc regénye jelent meg, világszerte 11 millió példányban.
Magyarul a Lettero Kiadó adja ki a könyveit.

## Regényei
A cím utáni zárójelben az eredeti megjelenési év szerepel, utána a magyar cím, ha a regény magyarul is megjelent. A könyvek az első megjelenés éve alapján vannak feltüntetve.
- Fast Friends (1991)
- Solo (1992) – …szólóban
- Kiss (1993)
- Sheer Mischief (1994)
- Open House (1995)
- Two's Company (1996)
- Perfect Timing (1997)
- Head Over Heels (1998) – Az első az utolsó? (2012, Kulinária kiadó, Budapest)
- Mixed Doubles (1998) – Vegyespáros (2007, Kulinária kiadó, Budapest, ford. Komáromy Rudolf)
- Miranda's Big Mistake (1999) – Miranda nagy tévedése
- Good at Games (2000)
- Millie's Fling (2001)
- Nadia Knows Best (2002)
- Staying at Daisy's (2002)
- Falling for You (2003)
- The One You Really Want (2004)
- Making Your Mind Up (2006) – Keresd a párod
- Thinking of You (2007) – Újrakezdés (2007, Kulinária kiadó, Budapest, ford. Molnár Edit)
- An Offer You Can't Refuse (2008) – Van az a pénz
- Rumour Has It (2009) – Nem zörög a haraszt
- The Unpredictable Consequences of Love (2009) – Ebből szerelem lesz (2015, Kulinária kiadó, Budapest)
- Take A Chance On Me (2010)
- To The Moon And Back (2011)
- A Walk in the Park (2012) – Titkok közt (2014, Kulinária kiadó, Budapest, ford. Béresi Csilla)
- Don't Want to Miss a Thing (2013) – Szerepcsere (2013, Kulinária kiadó, Budapest, ford. Sárossy-Beck Anita)
- Three Amazing Things About You (2015)
- You And Me, Always (2016) – Te és én mindörökre
- Meet Me at Beachcomber Bay (2017) – Te az enyém, én a tied?
- This Could Change Everything (2018) – Ezen múlik minden?
- Maybe This Time (2019) – Most vagy soha
- And now you’re back (2021) - Minden kezdet nehéz

### Magyarul
- Újrakezdés; ford. Molnár Edit; Kulinária, Bp., 2007
- Vegyespáros; ford. Komáromy Rudolf; Kulinária, Bp., 2007
- Miranda nagy tévedése; ford. Bárány Borbála; Kulinária, Bp., 2008
- Miranda nagy tévedése, 1-2.; ford. Bárány Borbála; Kulinária, Bp., 2008
- Azt beszélik...; ford. M. Nagy Miklós; Reader's Digest, Bp., 2011 (Reader's Digest válogatott könyvek)
- Próba szerencse; ford. Őri Péter; Reader's Digest, Bp., 2012 (Reader's Digest válogatott könyvek)
- Az első az utolsó?; ford. Molnár Edit; Kulinária, Bp., 2012
- Szerepcsere; ford. Sárossy-Beck Anita; Kulinária, Bp., 2013
- Titkok közt; ford. Béresi Csilla; Kulinária, Bp., 2014
- Ebből szerelem lesz; ford. Béresi Csilla; Kulinária, Bp., 2015
- Nem zörög a haraszt; ford. Béresi Csilla; Kulinária, Bp., 2015
- Van az a pénz; ford. Róbert Edit; Kulinária, Bp., 2016
- Elmondhatatlanul; ford. Szabó Olimpia; Tarsago, Bp., 2017 (Reader's Digest válogatott könyvek)
- Keresd a párod; ford. Hoppán Eszter; Lettero, Bp., 2017
- Te és én, mindörökre; ford. Béresi Csilla; Lettero–Kulinária, Bp., 2017
- Ezen múlik minden?; ford. Hoppán Eszter; Lettero, Bp., 2018
- Te az enyém, én a tied?; ford. Hoppán Eszter; Lettero, Bp., 2018
- Most vagy soha; ford. Hoppán Eszter; Lettero, Bp., 2019
- Minden kezdet nehéz; ford. Hoppán Eszter; Lettero, Bp., 2021, ISBN 978-615-5921-47-6